# Escudo de Cádiz
El escudo de Cádiz es el escudo heráldico oficial que representa a la ciudad de Cádiz, en España. En el escudo se representa a Hércules con dos leones  y de fondo las columnas de Hércules. A este personaje mitológico la leyenda le atribuye la fundación de la ciudad.

## Descripción heráldica
El escudo de Ciudad de Cádiz posee a la siguiente descripción heráldica: en un campo de azur (azul), Hércules en pie, al natural, vestido con una piel de león, en su color, asiendo dos leones pasantes, en su color y acompañado por dos columnas, de plata con una cinta de oro cargada con la inscripción “plus” en la situada a la diestra del escudo y “ultra” en la situada en la siniestra, en oro resaltados bordura de oro cargada con el lema “Hercules Fundator Gadium Dominatorque” ("Hércules dominador y fundador de Cádiz"), escrito en letras de sable (negro). El todo rodeado por una corona formada por dos ramas de laurel.

## Historia
El escudo fue dado por Alfonso X El Sabio a la ciudad en el siglo XIII. La atribución de Hércules como fundador de la ciudad se debe a las crónicas alfonsinas que trataban de unir el ímpetu de la Reconquista con el carácter batallador de Hércules. En la "Estoria de España" o "Primera Crónica General de España" conservado en El Escorial aparece representado Hércules con el antiguo faro romano de Cádiz de fondo. Esta es la imagen más antigua que se conoce del símbolo de la ciudad. No existe sin embargo ninguna leyenda en la que Hércules sujete o contenga a dos leones, lo que ha hecho a los autores sugerir que se podría haber asimilado en el escudo la leyenda del profeta Daniel.
Durante 1871 también fue el escudo adoptado por la diputación provincial, aunque solo lo mantuvo durante ese año.
A principios del siglo XX es cuando Blas Infante escribió en su Ideal Andaluz (1915):

“…si yo pudiese elegir un escudo para Andalucía, señalaría sin vacilar el de la gloriosa Cádiz…”
Blas Infante

Y es por ello que en la Asamblea Regionalista de Ronda celebrada del 13 al 14 de enero de 1918, Blas Infante lo propone como símbolo de Andalucía:

“El escudo de nuestra nacionalidad es el de la gloriosa Cádiz, con el Hércules ante las columnas sujetando los dos leones; sobre las figuras la inscripción en orla: “Dominator, Hércules, Fundator” (…). Este escudo deberá ser orlado con el lema del Centro Andaluz: Andalucía para sí, para España y la Humanidad”
Blas Infante

En 2009 el escudo de Cádiz se oficializa por Inscripción en el Registro de Entidades Locales de Andalucía por BOJA Nº15 del 23 de enero de 2009.

## Galería

Alternativa a la versión del ayuntamiento.
Escudo basándose en la definición heráldica.
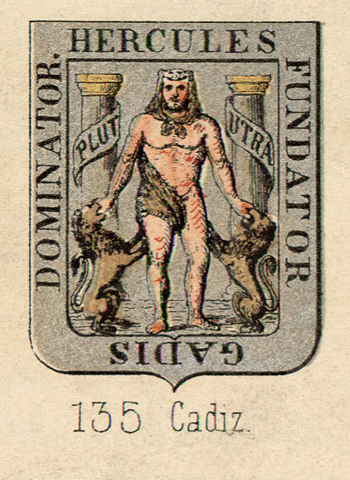
Dibujo de 1860 de la obra "Trofeo Heróico" de Francesc Piferrer